# Chlorophoneus bocagei
A Chlorophoneus bocagei a madarak osztályának verébalakúak (Passeriformes) rendjébe és a bokorgébicsfélék (Malaconotidae) családjába tartozó faj.

## Rendszerezése
A fajt Anton Reichenow német ornitológus írta le 1894-ben, a Laniarius nembe Laniarius bocagei néven. Sorolták a Telophorus nembe Telophorus bocagei néven is.

## Alfajai
- Chlorophoneus bocagei bocagei (Reichenow, 1894)
- Chlorophoneus bocagei jacksoni (Sharpe, 1901)[2]

## Előfordulása
Afrika középső részén, Angola, Egyenlítői-Guinea, Gabon, Kamerun, Kenya, a Kongói Köztársaság, a Kongói Demokratikus Köztársaság, a Közép-afrikai Köztársaság, Ruanda és Uganda területén honos. 
Természetes élőhelyei a szubtrópusi és trópusi hegyi esőerdők, szavannák és cserjések, valamint ültetvények és másodlagos erdők. Állandó, nem vonuló faj.

## Megjelenése
Testhossza 26 centiméter, testtömege 22-28 gramm.

## Természetvédelmi helyzete
Az elterjedési területe nagyon nagy, egyedszáma ugyan csökken, de még nem éri el a kritikus szintet. A Természetvédelmi Világszövetség Vörös listáján nem fenyegetett fajként szerepel.